# سیاه‌پر شکم‌سرخ
سیاه‌پر شکم‌قرمز (نام علمی: Hypopyrrhus pyrohypogaster) گونه‌ای از پرندگان تیرهٔ سیاه‌پرگان (Icteridae) است. سردهٔ آن Hypopyrrhus تک‌نماد است.
یکی از سیاه‌پرها، بومی کلمبیا است که زیستگاه طبیعی آن جنگل‌های کوهستانی نمناک نیمه‌گرمسیری یا گرمسیری است. این گونه در معرض نابودی زیستگاه است و اتحادیه بین‌المللی حفاظت از طبیعت آن را یک " گونه آسیب‌پذیر " می‌داند.